# J̌
J̌, ǰ는 로마자의 J에 반대 곡절 부호가 붙은 글자이다. 여러 가지 언어에서 사용되는 글자로, 일반적으로는 유성 후치경 파찰음(/dʒ/)을 나타내는 데 쓰인다.

## 유니코드
이 문자는 유니코드에 없다.